# Rudolf Pollak
Rudolf Pollak (Praag, 17 juli 1903 - Amsterdam, 18 november 1944) was een Tsjecho-Slowaak van Joodse afkomst. Hij werkte tijdens de Tweede Wereldoorlog voor de Sicherheitsdienst en hielp bij de jacht op joodse onderduikers. Om deze reden werd hij door het verzet geliquideerd.

## Levensloop
Pollak woonde tot 1938 met zijn moeder en zijn niet-Joodse Duitse vrouw Amalie Emilie Lisette Bauckhage in Berlijn. In 1938 weken zij vanwege de toenemende jodenvervolging uit naar Nederland. Het drietal vond een huis aan de Anthonie van Dijckstraat 7 in Amsterdam. Door zijn voormalige werkgever Ireks GmbH zou hij aan een baan zijn geholpen bij een dochterbedrijf, de handelsmaatschappij Alhaco.
Zijn werkgever August Eduard von Saher bevond zich op het moment van de Duitse inval in mei 1940 in de Verenigde Staten en kon niet meer terugkeren. Pollak ontving een afkoopsom van twintigduizend gulden. Pollak verrichtte verschillende diensten voor de Joodse Raad. Het echtpaar verwierf ook nog inkomsten uit een pension dat zij samen runden. Daarnaast hield Pollak zich waarschijnlijk bezig met de zwarte handel.
Pollak regelde levensmiddelenkaarten voor Joden die vastzaten in de Hollandse Schouwburg of Kamp Westerbork. Ook hielp hij Joden bij de "arisering" van hun stamboom door middel van valse dooppapieren. Hij stelde verzoeken op voor het bureau van Hans Calmeyer, dat een oordeel moest vellen wanneer er twijfels waren over iemands Joodse afstamming. Voor zijn diensten bracht Pollak acht- tot tienduizend gulden in rekening. Ook beweerde hij voor veertigduizend gulden mensen te kunnen vrijkopen uit Westerbork. Dat lukte slechts een enkele keer. Meestal gingen mensen alsnog op transport, maar streek Pollak wel zijn beloning op. Voor zichzelf had Pollak een papier geregeld waaruit bleek dat zijn vader niet-Joods was waardoor hij geen ster meer hoefde te dragen.
Pollak werd op 24 maart 1943 aangehouden door twee rechercheurs van de Haagse Documentatiedienst, de Haagse politieafdeling die jacht maakte op joden. Zij deden een huiszoeking bij Pollak thuis. Op basis van informatie die bij Pollak werd aangetroffen werden binnen enkele dagen twaalf arrestaties verricht. Pollak werd vastgezet in het Huis van Bewaring in Scheveningen, het zogenaamde Oranjehotel. Hij liet zich overhalen voor de Sicherheitsdienst te gaan werken. Onder de naam Kriminalkommisar Müller werd Pollak gestationeerd bij het Judenreferat in Velp, waar hij gepakte Joodse onderduikers verhoorde.
De verzetsman Fritz Conijn werd in augustus 1944 met hulp van Pollak aangehouden. Conijn wilde met de SD onderhandelen over de vrijlating van Henri Scharrer. Nog geen tien dagen na zijn arrestatie werd Conijn geëxecuteerd in Kamp Vught. Door deze actie verscheen Pollak wel in het vizier van de knokploeg van Marinus Post die besloot dat hij uit de weg moet worden geruimd.
Onwetend van dit alles benaderde Pollak de groep in oktober 1944 met een verhaal dat hij een onderduikadres voor iemand zocht. Er werd een afspraak gemaakt voor 23 oktober. Marinus Post liet twee KP'ers, Herman Lugthart en Henk Steenbeek, overkomen uit Leiden om te helpen bij de liquidatie. Kort voordat Pollak arriveerde, stopte er een dichte vrachtwagen van het Rode Kruis vlak bij het huis. Post vermoedde een valstrik, volgens de schrijver Sytze van der Zee terecht. Volgens Geert Hovingh, biograaf van Marinus' broer Johannes, was het echter puur toeval. Hoe dan ook, Marinus Post sloeg alarm. Lugthart en Steenbeek sloegen op de vlucht en raakten in een vuurgevecht verwikkeld met een Duitse soldaat die in de buurt woonde. Op dat moment waren volgens Hoving de Duitsers wel gealarmeerd. Zowel Lugthart als Steenbeek ontkwamen, maar Post viel in slaap in een konijnenhok en werd daar uren later aangetroffen door de Duitsers. Een paar weken later werd hij gefusilleerd.
Voor Pollak betekende uitstel van de executie geen afstel. Eerder was door zijn toedoen de Joodse uitgever Fritz Gottesmann aangehouden. Een vriend van Gottesmann, Siegfried Viteszlav Willheim, was actief in het verzet en drong er bij de Amsterdamse KP-leider Johan Meewis op aan Pollak te liquideren. Twee leden van de KP schoten hem op 17 november rond 13:00 uur neer op de hoek van de Cornelis Schuytstraat en Johannes Verhulststraat in Amsterdam, drie en half uur voordat Marinus Post werd gefusilleerd . Een dag later overleed Pollak aan zijn verwondingen in het Wilhelmina Gasthuis.